# Oxyodes risbeci
Oxyodes risbeci là một loài bướm đêm trong họ Noctuidae.